# Charles Casali

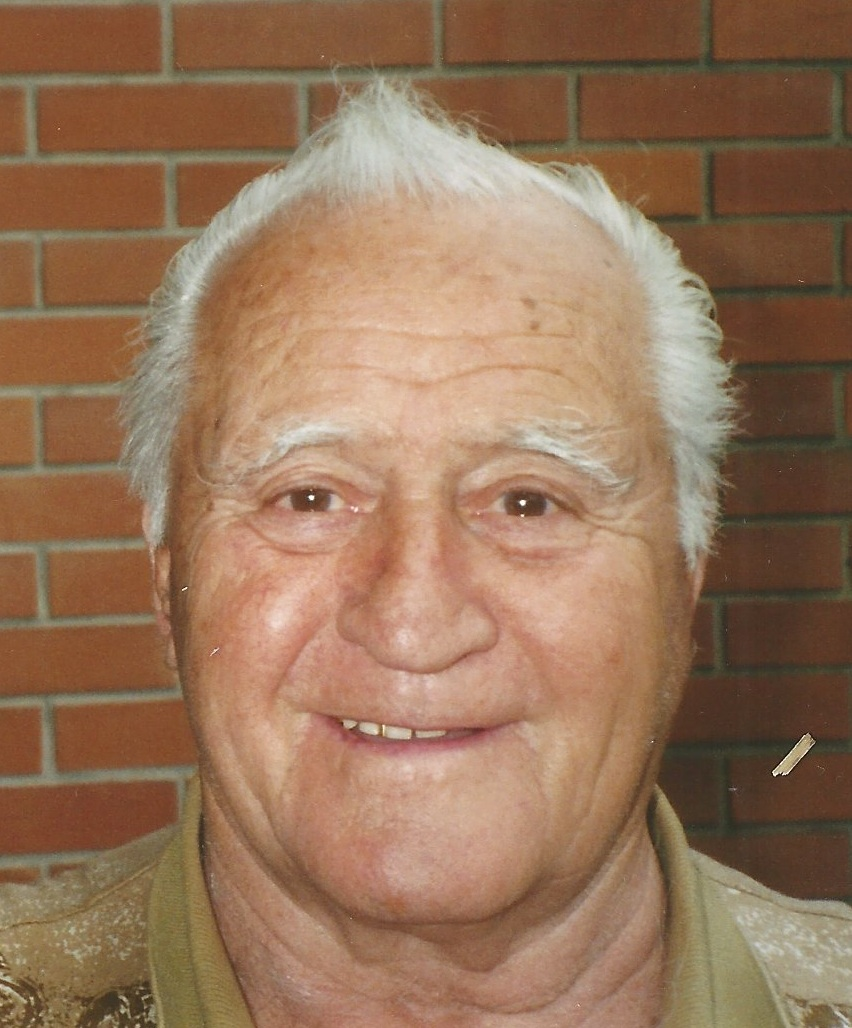
Charles Casali (2002)

Charles «Schärlu» Casali (* 27. April 1923; † 8. Januar 2014) war ein Schweizer Fussballspieler. Der Aussenläufer bestritt mit der «Nati» die Weltmeisterschaftsendrunde 1954, bei der die Mannschaft in den Viertelfinal vorstiess.

## Sportlicher Werdegang
Casali begann seine Laufbahn bei Viktoria Bern. Über den FC St. Gallen, wohin er aus beruflichen Gründen gewechselt hatte, kam er zum BSC Young Boys. Mit dem Club stieg er 1950 in die Nationalliga A auf. Drei Jahre später gehörte er zur Mannschaft, die den Schweizer Cup nach einem 3:1-Erfolg im Wiederholungsspiel gegen den Grasshopper Club Zürich gewann. Ein Jahr später zog er zu Servette FC Genève weiter, später arbeitete er als Spielertrainer und Trainer beim FC Bern, bei US Biel-Bözingen und bei Neuchâtel Xamax.
Zwischen 1950 und 1956 lief er in 18 Länderspielen für die Nati auf. Auswahlcoach Karl Rappan berief ihn in das Kader für die Weltmeisterschaft 1954, die im eigenen Land stattfand. Dabei kam er in drei Spielen zum Einsatz – zweimal in der Gruppenphase gegen Italien sowie in der als «Hitzeschlacht von Lausanne» bekannt gewordenen Viertelfinalpartie gegen die österreichische Auswahl, die nach einer 3:0-Führung mit einer 5:7-Niederlage endete und damit das torreichste Endrundenspiel der WM-Historie darstellt.
Nach seinem Karriereende blieb er den Young Boys verbunden, 2007 erhielt er die Ehrenmitgliedschaft.